# Insula Wallis

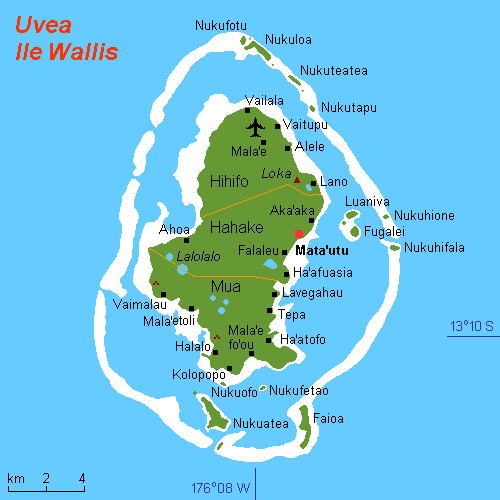
Harta insulei

Insula Wallis (numită și Uvea) este o insulă, parte din Wallis și Futuna, ce este situată în Oceanul Pacific: la sud 13gr.21'8" lat. S la nord 13gr.13'1" lat. S la vest 176.gr15' long. V la est 176gr.09'44" long.V, cu o lungime nord-sud de 14,96 km și o lățime de 9,89 km. 

## Geografie
Aici se află și capitala Wallis și Futuna, Mata-Utu. 
În sudul insulei Uvea se află o insulă mai mică nelocuită iar în partea de est alte două insulițe nelocuite. Acestea se găsesc în interiorul barierei de corali. În cadrul barierei s-au format numeroase alte insulițe nelocuite dintre care cea mai mare se găsește în SSE-ul insulei Uvea.
Populația este concentrată în partea estică și în extremitatea nordică și sudică, partea central-sudică și central-vestică fiind în mare parte împădurită. Neavând râuri, apa potabilă se găsește în câteva lacuri dintre care cel mai mare se află în partea central-estică, altele se găsesc în vest, în VSV și ENE. Insula dispune de un aeroport în nord.
1. ↑   https://www.wallis-et-futuna.gouv.fr/index.php/Actualites/Presentation-de-Wallis-et-Futuna/Presentation-generale Lipsește sau este vid: |title= (ajutor)